# Curt von Bardeleben
Curt Carl Alfred von Bardeleben (* 4. März 1861 in Berlin; † 31. Januar 1924 ebenda) war ein deutscher Schachspieler und Schachtheoretiker des 19. Jahrhunderts; von Beruf war er Journalist.

## Familie
Curt von Bardeleben entstammte dem alten Magdeburger Adelsgeschlecht Bardeleben und war der Sohn des Richard von Bardeleben (1821–1896), Direktor des Literarischen Bureaus des königlich Preußischen Staatsministeriums, und der Anna Wilhelmy (1836–1903).
Bardeleben heiratete in erster Ehe am 13. September 1902 in Schöneberg bei Berlin Hedwig Beyer (* 24. Juni 1870 in Eibenstock; † 10. Juni 1959 in Bischofswerda). Diese Ehe wurde bereits nach einem Jahr am 19. Dezember 1903 in Berlin wieder geschieden.
In zweiter Ehe heiratete Bardeleben am 18. April 1906 in Schöneberg Katharina Kastenmayer (* 8. Februar 1875 in Osterhofen). Auch diese Ehe wurde schon wenige Monate nach der Hochzeit wieder geschieden.
Schließlich heiratete Bardeleben in dritter Ehe schon am 12. Februar 1907 in Berlin die Schauspielerin Elly Bender, geborene Elisabeth Böhncke. Auch diese dritte Ehe wurde geschieden.

## Leben
Bardeleben erbte ein großes Vermögen, von dem er bequem seinen Lebensunterhalt bestreiten konnte. So widmete er sich völlig dem Schachspiel.
Bardelebens Eltern zogen von Berlin nach Weimar, wo er sein Abitur erlangte. Er erlernte das Schachspiel als Zehnjähriger und galt noch während seiner Schulzeit als bester Spieler in Weimar. 1880 begann er in Leipzig ein Studium der Rechtswissenschaften, das er 1884 in Berlin fortsetzte, dann aber zu Gunsten der Journalistik abbrach. In seiner Leipziger Zeit wurde er Mitglied des Schachklubs Augustea, im Jahre 1881 gewann er das Hauptturnier des Deutschen Schachbundes in Berlin und wurde so Meister. 1883 gewann er das Londoner Vizayanagaram-Turnier, das Reserveturnier zum Großen Internationalen Meisterturnier. Er zählte in den 1880er und 1890er Jahren zu den besten Spielern im Deutschen Kaiserreich; neben dem geteilten ersten Preis in Leipzig 1888 sind seine größten Erfolge die (geteilten) Siege in den Meisterturnieren des Deutschen Schachbundes in Kiel 1893 und in Coburg 1904. 1889 unterlag er in einem Wettkampf dem späteren Weltmeister Emanuel Lasker knapp mit 1,5:2,5 (+1 =1 −2). Sein Unentschieden im Wettkampf mit Joseph Henry Blackburne 1895 (+3 =3 −3) war ebenso ein sportlicher Erfolg wie auch sein Sieg über Richard Teichmann 1895 mit 6:4 (+3 =6 −1).
Er war auch als Exzentriker bekannt, worunter wohl auch seine drei Ehen gelitten haben dürften. Es wurde beispielsweise berichtet, dass er eigens einen Dienstmann quer durch Berlin schickte, um sich in einem bestimmten Café eine Portion frische Butter holen zu lassen. Ebenfalls durch einen Boten übermittelte er seine Kapitulation in der berühmtesten von ihm verlorenen Partie gegen Wilhelm Steinitz in Hastings 1895, nachdem er sich zuvor wortlos aus dem Turniersaal entfernt hatte.
Nachdem er durch die Inflation sein Vermögen verloren hatte, endete sein Leben im Januar 1924 den meisten Angaben zufolge durch Suizid. Er stürzte aus dem Fenster seiner im zweiten Stock liegenden Berliner Wohnung. Der russische Autor Vladimir Nabokov, der damals in Berlin lebte, wurde durch dieses Ereignis zu dem Schluss seines Romans Lushins Verteidigung (1930) inspiriert. Der Selbstmordversion widersprachen allerdings Jacques Mieses und Bernhard Kagan in Nachrufen: „Höchstwahrscheinlich hat er, der an hochgradiger Arterienverkalkung litt, einen leichten Schwindelanfall oder Blutandrang nach dem Kopf bekommen und ist, um frische Luft zu schöpfen an das mit einer niedrigen Brüstung versehene offene Fenster getreten, wobei er das Uebergewicht [sic!] verlor und hinunterstürzte.“
Curt von Bardeleben wurde am 7. Februar 1924 auf dem Anstaltsfriedhof der Stadt Berlin anonym in einem Massengrab beerdigt.

## Partien
- Steinitz – von Bardeleben, Hastings 1895

## Publikationen
- Kritik der Spanischen Partie, Leipzig 1885.
- Die Wiener Partie, Leipzig 1893.
- Das Damengambit nebst dem Damenbauernspiel, Leipzig 1905.
- Das Bauernendspiel im Schach, Berlin 1916.
- Geschichte des Schachspiels, Berlin 1924.